# Heather Small
Heather Small (Londra, 20 gennaio 1965) è una cantante britannica di genere soul, conosciuta per essere la cantante del gruppo M People proveniente da Manchester e per il suo album di debutto Proud. Heather ha pure partecipato al programma televisivo di danza Strictly Come Dancing.

## Inizi
La Small è nata e cresciuta nella periferia occidentale di Londra e ha raggiunto il suo primo gruppo, gli Hot House, quand'era solo un'adolescente. Dopo aver conosciuto il dj Mike Pickering, entrò a far parte degli M People, gruppo house con cui ebbe un grandissimo successo negli anni novanta con 10 milioni di album venduti.

## Carriera solista
Nel 1997, Heather Small ha partecipato al cd Perfect Day al quale contribuirono vari artisti tra i quali Tom Jones, Lou Reed, Laurie Anderson e Gabrielle. La canzone Children in Need fu scelta per rendere nota l'opera di carità e la relativa raccolta di fondi. Il singolo vendette più d'un milioni di copie e fu al numero 1 delle classifiche del Regno Unito per 3 settimane.
Nel 1998, dopo l'uscita del "Best of" degli M'People, Heather e la band presero un po' di tempo per i loro progetti solisti.
Nel 2000, Heather annunciò l'uscita dell'album Proud con il singolo portante lo stesso nome legato agli atleti britannici partecipanti ai Giochi Olimpici . Inoltre un remix del singolo "Proud" fu utilizzato per la prima stagione di Queer as Folk. "Proud" è inoltre il singolo che ha avuto più successo e che ha lanciato la Small. In più fu utilizzato pure come sigla dello spettacolo americano The Oprah Winfrey Show, e nel 2005 Heather fece il suo debutto alla televisione americana. Un altro singolo, Holding on, seguì nel novembre 2000, mentre un duetto con Tom Jones chiamato You Need Love Like I Do arrivò come terzo estratto.
Da lì, si prese un po' di tempo per crescere il proprio figlio e registrare un nuovo album. Occasionalmente partecipò a programmi televisivi quali il Parkinson e Songs of Praise. Lei suonò pure tre canzoni per il concerto Tsunami Relief Cardiff al Millennium Stadium a Cardiff.
Heather fece uscire il nuovo singolo "Radio On" il 17 luglio del 2006 nel Regno Unito ed il suo secondo lavoro "Close To A Miracle" fu pubblicato il 24 di luglio. Poco dopo uscì come secondo estratto la canzone-titolo. L'album nonostante i buoni propositi fu un flop commercialmente parlando, classificandosi al 57º posto in Gran Bretagna. Neppure i singoli fecero meglio arrivando fuori dalle prime 100 posizioni. Un breve tour nell'autunno seguente fu accolto più positivamente.

## Successo internazionale
Heather ha collaborato con il tenore islandese Garðar Thór Cortes in una canzone chiamata "Luna", con la quale raggiunsero la seconda posizione delle classifiche islandesi.
La Small partecipò inoltre nel giugno 2007 all'apertura dello Spinning Field building a Manchester. In luglio seguirono delle apparizioni alla manifestazione canora Songs Of Praise nella quale cantò "Love Is Always There" estratto da "Close To A Miracle". In più lo stesso mese cantò pure altre canzoni dei suoi album solisti e qualche successo degli M People a Kings Lynn.

## Fatti recenti
Nel 2006 ha preso parte ad un album per un'iniziativa a favore delle comunità omosessuali, Gay Games VII, promosso dal bassista degli Styx Chuck Panozzo.
La Small ha confermato che dopo il tour estivo con gli M'People avrebbe ripreso il lavoro in studio. Lei ha pure confermato la pubblicazione di una canzone per l'abolizione del commercio degli schiavi nel mondo. La Small ha dunque partecipato il 10 novembre 2007 al concerto previsto a Londra per celebrarne la ricorrenza.
Il 26 maggio 2008 ha partecipato al concerto al Millennium Stadium di Cardiff con gli Stereophonics ed i Feeder per la celebrazione del successo gallese al Grande Slam del 2008.
Heather Small ha pure cantato per tre serate al "Ronnie Scott's Jazz Club" nell'ottobre 2008.
Fino al 14 dicembre è in tour in Inghilterra prendendo il posto di Chaka Khan per la seconda leg di "Here Come the Girls" insieme alle cantanti Anastacia e Lulu.

## Lavoro per la carità
La Small è membro attivo per diverse associazioni caritatevoli quali "Beat Bullying", "Adopt a Child", la "Aiden Cox Foundation", la "Mencap" e la "St Luke's Midnight Walk". Partecipa pure a campagne contro il razzismo ed è ambasciatrice per Asthma UK, dato che fu lei a soffrirne quand'era una bambina.

## Discografia

### Albums
| Anno | Album              | Official Albums Chart |
| ---- | ------------------ | --------------------- |
| 2000 | Proud              | 12                    |
| 2006 | Close to a Miracle | 57                    |

### Singoli
| Anno | Canzone                                   | UK singles | Album              |
| ---- | ----------------------------------------- | ---------- | ------------------ |
| 2000 | "Proud"                                   | 16         | Proud              |
| 2000 | "Holding On"                              | 58         | Proud              |
| 2000 | "You Need Love Like I Do" (con Tom Jones) | 24         | Proud              |
| 2006 | "Radio On"                                | 107        | Close to a Miracle |
| 2006 | "Close to a Miracle"                      | 117        | Close to a Miracle |